# OpenERP
Odoo (tên gọi cũ là OpenERP/Tiny ERP) là một phần mềm hoạch định tài nguyên doanh nghiệp và quản lý quan hệ khách hàng mã nguồn mở, được thiết kế với mục tiêu có đáp ứng nhanh theo các nhu cầu khác nhau của từng doanh nghiệp.
Odoo là một phần mềm ERP mã nguồn mở (open-source), nghĩa là khả năng tùy chỉnh và phát triển các tính năng của phần mềm này là vô hạn. Cụ thể hơn, ngoài các phân hệ hay module cơ bản của Odoo như POS, CRM, quản lý kho, quản lý nhân sự,… thì Odoo cho phép bạn hoàn toàn chỉnh sửa hay thêm bớt những tính năng hoặc tạo ra các phân hệ mới mà bạn mong muốn.
Ngoài ra, Odoo còn cung cấp các tính năng bảo mật cho các cộng đồng về công nghệ kinh doanh và phát triển phần mềm trên toàn thế giới.
Hiện nay, hệ thống ERP này có hơn 7,000,000 người dùng trên toàn thế giới, nhờ ưu thế về tầm nhìn kinh doanh rộng và giao diện người dùng thân thiện.

## Những ưu điểm chính
Dễ cài đặt, sử dụng, đầy đủ tài liệu hướng dẫn, hỗ trợ nhiều ngôn ngữ
- Cài đặt tự động chỉ với 5 lần nhấp chuột
- Có thể thao tác qua Web hoặc qua ứng dụng Windows
- Tài liệu hướng dẫn sử dụng cho người dùng
- Tài liệu kỹ thuật cho lập trình viên
- Hỗ trợ hơn 50 ngôn ngữ (hiện tại đã hỗ trợ tiếng Việt)

Toàn diện: Có đầy đủ các mô đun cần thiết của một doanh nghiệp (hiện tại có hơn 700 mô đun)
- Quản lý bán hàng, quản lý khách hàng, quản lý mua, quản lý sản xuất, kế toán, tài chính, dịch vụ, quản lý dự án,...

Mạnh mẽ
- Tự động thu thập thông tin doanh nghiệp
- Có thể tự thiết kế báo cáo của riêng bạn trong vòng 5 phút

Linh hoạt
- Thay đổi mà không cần phải lập trình
- Quản lý các module một cách linh hoạt (có thể thêm mới, sửa đổi, hoặc xoá module một cách nhanh chóng)
- Dễ dàng khi nâng cấp hoặc di chuyển hệ thống

Hệ thống theo chuẩn
- Tương tác qua dịch vụ Web
- Có thể tương tác với các phần mềm đã có như Joomla, ezPublish, SAP, OSCommerce, LDAP, OpenOffice.org, Microsoft Office, Biframework
- Mã nguồn mở

Hỗ trợ tất cả các doanh nghiệp với mọi quy mô
- Có thể sử dụng cho doanh nhiệp từ một vài đến hơn 2000 nhân viên